# Fugarul (Star Trek: Generația următoare)
„Fugarul” (titlu original: „The Hunted”) este al 11-lea episod din al treilea sezon al serialului TV american științifico-fantastic Star Trek: Generația următoare și al 59-lea episod în total. A avut premiera la 8 ianuarie 1990.
Episodul a fost regizat de Cliff Bole după un scenariu de Robin Bernheim.

## Prezentare
Un soldat modificat genetic dezvăluie problemele sociale ale unei civilizații ce speră să adere la Federație. Echipajul de pe Enterprise întâlnește un grup de foști soldați.

## Actori ocazionali
- Jeff McCarthy - Roga Danar
- James Cromwell - în rolul primului ministru Nayrok
- Colm Meaney - Miles O'Brien
- J. Michael Flynn - Zayner
- Andrew Bicknell - Wagnor
- Majel Barrett - Computer Voice (nemenționat)[3]
- John Gillespie - Security Guard (nemenționat)